# Porträtt av Ambroise Vollard med katt
Porträtt av Ambroise Vollard med katt (franska: Portrait d'Ambroise Vollard au chat) är en oljemålning av den franske postimpressionistiske konstnären Pierre Bonnard från omkring 1924. Den är utställd på Musée des beaux-arts de la ville de Paris i Petit Palais i Paris. 
Målningen är signerad "Bonnard" nere till vänster på duken. Den porträtterar konsthandlaren Ambroise Vollard på en stol med en liten katt i knät. Genom Maurice Denis träffade Bonnard Vollard 1893. Denne öppnade samma år sitt galleri och gjorde sig känd för att satsa på tidens modernistiska avantgarde. Vollard införskaffade en stor del av Paul Cézannes produktion och ställde ut Vincent van Gogh, Henri Matisse, Pablo Picasso och Bonnard. Lutad mot spisen står Cézannes porträtt av den norske författaren Alfred Hauge lutad och på väggen bakom hänger Auguste Renoirs Liggande kvinnor. Med ryggen böjd, huvudet lätt lutat och blicken hängande skildras han som trött och det sägs att katten placerats i Vollards knä för att förhindra denne att somna. Bonnard hade ofta hundar och katter i sina verk, till exempel i Matsalen, Vernon.  
Kunsthaus Zürich äger två andra Bonnardporträtt av Ambroise Vollard som båda är utförda med oljefärg på duk 1904–1905.

## Bilder

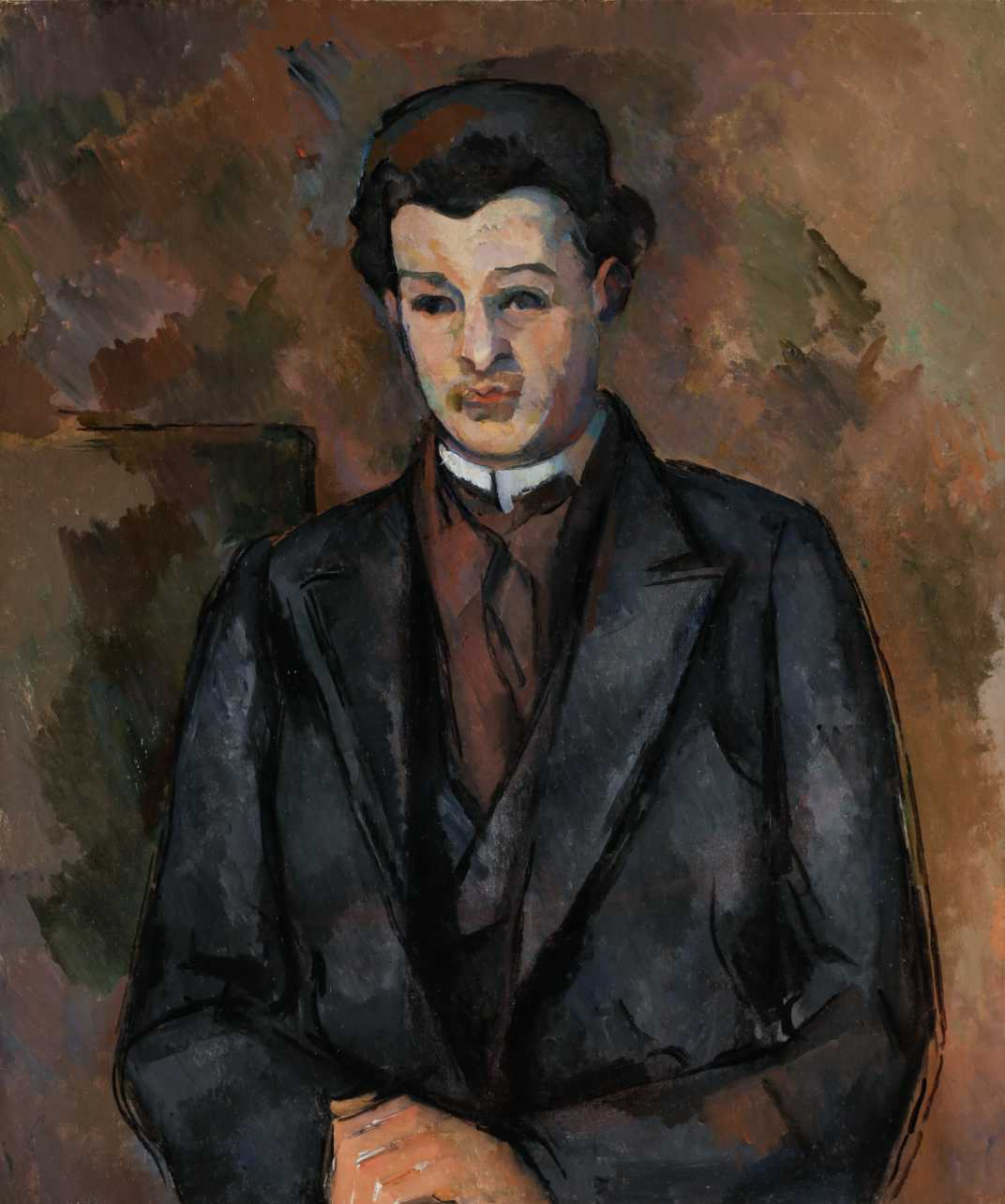
Paul Cézanne, Porträtt av konstnären Alfred Hauge (1899). Norton Museum of Art, West Palm Beach.
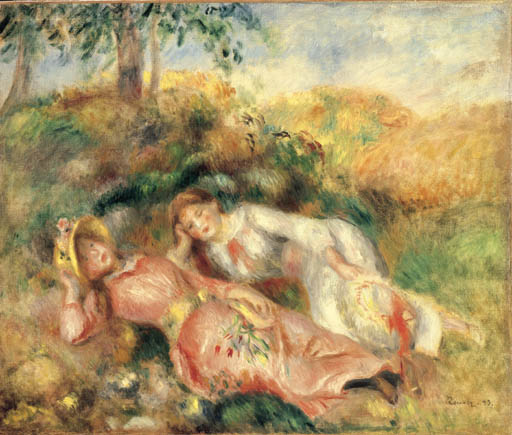
Auguste Renoir, Liggande kvinnor (1893), privat ägo.
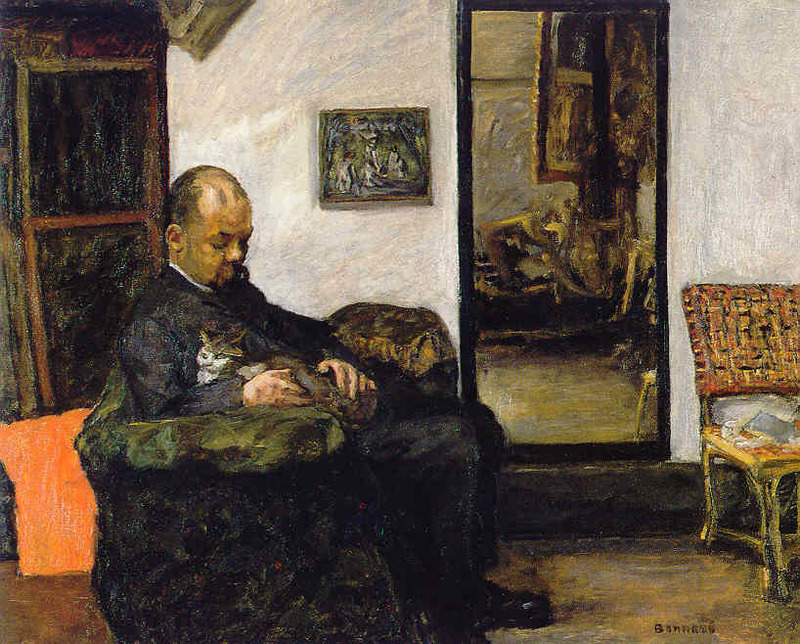
Porträtt av Ambroise Vollard av Bonnard (74 x 93 cm). Målad 1904–1905 och utställd på Kunsthaus Zürich.
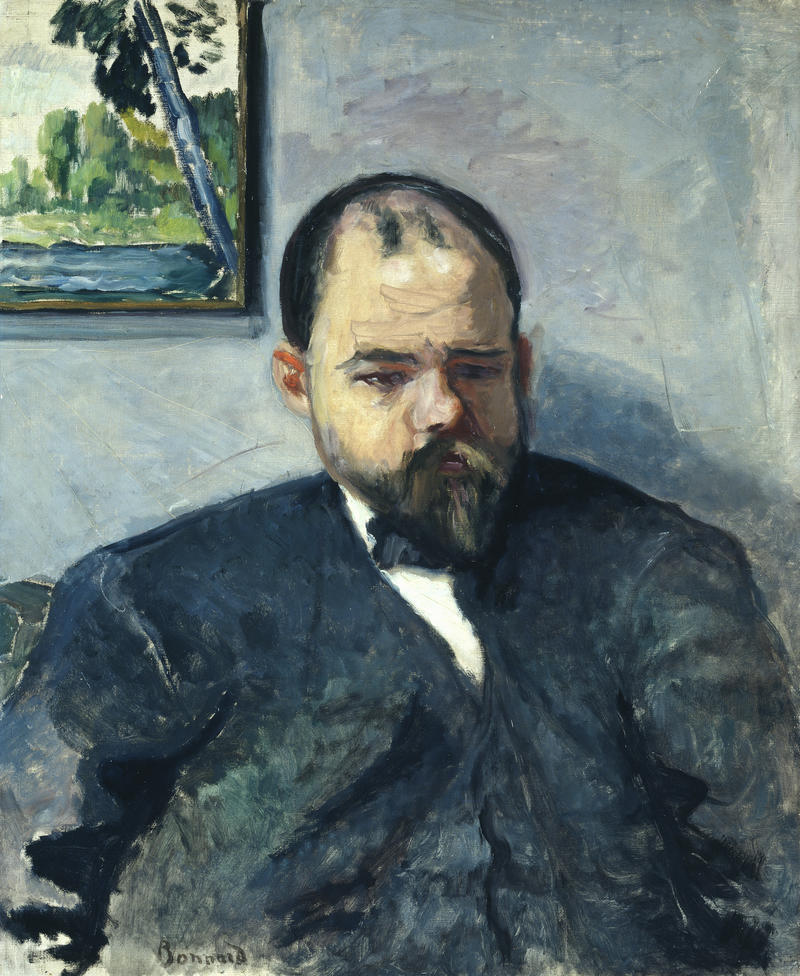
Ambroise Vollard av Bonnard (73 x 60 cm). Målad 1904 och utställd på Kunsthaus Zürich.